# Carlos Orlando Caballero
Carlos Orlando Cabellero Sanchez (ur. 5 grudnia 1958) – piłkarz, były reprezentant Hondurasu grający na pozycji napastnika.

## Kariera klubowa
Carlos Caballero podczas piłkarskiej kariery występował w klubie Real España San Pedro Sula. 

## Kariera reprezentacyjna
Carlos Caballero występował w reprezentacji Hondurasu w latach osiemdziesiątych. W 1980 i 1981 wystąpił w eliminacjach Mistrzostw Świata 1982, w których Honduras po raz pierwszy w historii wywalczył awans do Mundialu. Rok później wystąpił na Mundialu w Hiszpanii w 1982. Na Mundialu wystąpił tylko w meczu grupowym z Hiszpanią. W 1984 i 1985 wystąpił w przegranych eliminacjach Mistrzostw Świata 1986.